# Nati nel 1658
| Questa pagina contiene informazioni ricavate automaticamente dalle voci biografiche con l'ausilio del template Bio e di un bot. L'aggiornamento è periodico e automatico e ricostruisce completamente la pagina. Se manca una persona in questa lista, sei pregato di non aggiungerla, ma accertati piuttosto che la sua voce biografica contenga il template Bio e che i dati anagrafici siano correttamente compilati. Se il template Bio manca, inseriscilo tu stesso o, in alternativa, metti l'avviso {{tmp\|Bio}} che ne segnala la mancanza. Se i dati riportati sono sbagliati, correggi direttamente la voce biografica; le modifiche saranno visibili in questa lista entro pochi giorni. Per chiarimenti vedi il progetto biografie. La lista contiene solo le 76 persone che sono citate nell'enciclopedia e per le quali è stato implementato correttamente il template Bio. Pagina aggiornata al 18 mag 2025. |

## Gennaio(3)
- 9 gennaio - Nicolas Coustou, scultore francese († 1733)
- 10 gennaio - Michel Serre, pittore spagnolo († 1733)
- 17 gennaio - Francis Seymour, V duca di Somerset, nobile inglese († 1678)

## Febbraio(3)
- 18 febbraio - Charles-Irénée Castel de Saint-Pierre, scrittore e filosofo francese († 1743)
- 18 febbraio - Johann Franz Schenk von Stauffenberg, arcivescovo cattolico tedesco († 1740)
- 22 febbraio - Juan de Acuña y Bejarano, generale spagnolo († 1734)

## Marzo(3)
- 2 marzo - Giovanni Cristoforo Battelli, arcivescovo cattolico e letterato italiano († 1725)
- 4 marzo - François de Mailly, cardinale e arcivescovo cattolico francese († 1721)
- 5 marzo - Antoine Laumet de La Mothe, Signore di Cadillac, esploratore, militare e avventuriero francese († 1730)

## Aprile(9)
- 10 aprile - Antonio I Boncompagni, nobile italiano († 1731)
- 16 aprile - Francesco Trevisan, vescovo cattolico italiano († 1732)
- 19 aprile - Giovanni Guglielmo del Palatinato, nobile († 1716)
- 20 aprile - Donato Anzani, vescovo cattolico italiano († 1732)
- 22 aprile - Giuseppe Torelli, violinista e compositore italiano († 1709)
- 23 aprile - Luigi Ruzzini, vescovo cattolico italiano († 1708)
- 24 aprile - Francesco Maria di san Siro, missionario e religioso italiano († 1736)
- 29 aprile - Fabio degli Abati Olivieri, cardinale italiano († 1738)
- 29 aprile - Gianfrancesco Barbarigo, cardinale e vescovo cattolico italiano († 1730)

## Maggio(2)
- 9 maggio - Franz Arnold von Wolff-Metternich zur Gracht, vescovo cattolico tedesco († 1718)
- 17 maggio - Marcus Conrad Dietze, architetto e scultore tedesco († 1704)

## Giugno(6)
- 2 giugno - Pier Marcellino Corradini, cardinale e arcivescovo cattolico italiano († 1743)
- 7 giugno - Claude-Maur d'Aubigné, arcivescovo cattolico e politico francese († 1719)
- 11 giugno - Victor Honoré Janssens, pittore fiammingo († 1736)
- 17 giugno - Francesco Giuseppe Arborio di Gattinara, arcivescovo cattolico italiano († 1743)
- 22 giugno - Luigi VII d'Assia-Darmstadt († 1678)
- 26 giugno - Marco Giacinto Gandolfo, vescovo cattolico italiano († 1737)

## Luglio(7)
- 4 luglio - Raimund Faltz, orafo, intagliatore e miniatore svedese († 1703)
- 5 luglio - Thomas Pitt, mercante e politico britannico († 1726)
- 10 luglio - Luigi Ferdinando Marsili, scienziato, militare e geologo italiano († 1730)
- 12 luglio - Benedetto Bresciani, bibliotecario e letterato italiano († 1740)
- 14 luglio - Camillo Rusconi, scultore italiano († 1728)
- 22 luglio - Fulvio Salvi, vescovo cattolico italiano († 1727)
- 25 luglio - Archibald Campbell, I duca di Argyll, nobile scozzese († 1703)

## Agosto(5)
- 1º agosto - Giorgio Corner, cardinale e arcivescovo cattolico italiano († 1722)
- 1º agosto - Pierre Joseph Garidel, medico e botanico francese († 1737)
- 22 agosto - Giovanni Ernesto di Sassonia-Coburgo-Saalfeld, duca († 1729)
- 24 agosto - Luis de Salazar y Castro, genealogista spagnolo († 1774)
- 28 agosto - Jean François de Noailles, nobile e militare francese († 1692)

## Settembre(1)
- 30 settembre - Elisabetta Eleonora di Brunswick-Wolfenbüttel, duchessa († 1729)

## Ottobre(6)
- 5 ottobre - Maria Beatrice d'Este, regina († 1718)
- 11 ottobre - Henri de Boulainvilliers, storico e politologo francese († 1722)
- 11 ottobre - Christian Heinrich Postel, poeta e librettista tedesco († 1705)
- 18 ottobre - Alessandro Kettler, militare e nobile tedesco († 1686)
- 19 ottobre - Adolfo Federico II di Meclemburgo-Strelitz, nobile († 1708)
- 24 ottobre - Marko Gerbec, medico e scienziato sloveno († 1718)

## Novembre(10)
- 4 novembre - Sulkhan-Saba Orbeliani, scrittore e politico georgiano († 1725)
- 4 novembre - Adeodato Summantico, religioso e vescovo cattolico italiano († 1735)
- 8 novembre - Niccolò Caracciolo, cardinale italiano († 1728)
- 8 novembre - Giuseppe Antonio Torri, architetto italiano († 1713)
- 11 novembre - James Hamilton, IV duca di Hamilton, nobile, politico e generale scozzese († 1712)
- 20 novembre - Antonio Teodoro Gaetano Gallio Trivulzio, nobile italiano († 1705)
- 26 novembre - Guglielmina Cristiana di Sassonia-Weimar, nobile tedesca († 1712)
- 26 novembre - Marc'Antonio Zondadari, militare italiano († 1722)
- 27 novembre - Ercole Ludovico Turinetti di Priero, nobile italiano († 1726)
- 30 novembre - Francesco Torti, medico e anatomista italiano († 1741)

## Dicembre(2)
- 24 dicembre - Giambattista Patrizi, cardinale e arcivescovo cattolico italiano († 1727)
- 31 dicembre - Juan de Cabrera, religioso, scrittore e teologo spagnolo († 1730)

## Senza giorno specificato(19)
- Nicolas Andry, medico e letterato francese († 1742)
- Elizabeth Barry, attrice teatrale inglese († 1713)
- Anton Francesco Bertini, medico italiano († 1726)
- Thomas Bond, I baronetto, nobile inglese († 1685)
- Rinaldo Botti, pittore italiano († 1740)
- Joachim Justus Breithaupt, teologo tedesco († 1732)
- Antonio Calza, pittore italiano († 1725)
- Damat Hasan Pascià, politico ottomano († 1713)
- Carey Fraser, nobildonna inglese († 1709)
- Annibale Mazzuoli, pittore e restauratore italiano († 1743)
- Charles Mordaunt, III conte di Peterborough, politico e militare inglese († 1735)
- Tommaso Nardini, pittore italiano († 1718)
- Ogata Kōrin, pittore e artigiano giapponese († 1716)
- William Paterson, mercante e banchiere scozzese († 1719)
- Franz Werner Tamm, pittore tedesco († 1724)
- Honoré Tournély, teologo francese († 1729)
- Giovanni Cristoforo Zoppi, politico italiano († 1740)
- Baltasar de Zúñiga y Guzmán, spagnolo († 1727)
- Jacobus Van Cortland, politico e mercante statunitense († 1739)